# Драга (Шторе)
Драга (словен. Draga) је насељено место у општини Шторе, Савињска регија, Словенија.

## Историја
До територијалне реорганизације у Словенији била је у саставу старе општине Цеље. Као самостално насеље Драга постоји од 1992. године. године. Настало је издвајањем дела из насеља Комполе.

## Становништво
У попису становништва из 2011. године, Драга је имала 111 становника.
| Број становника према пописима | Број становника према пописима |
| ------------------------------ | ------------------------------ |
| 2002                           | 2011                           |
| 68                             | 111                            |

Напомена: Године 1992. настала издвајањем дела из насеља Комполе. Године 2002. умањено за део насеља који је припојен насељу Шторе.